# Aplonis insularis
Aplonis insularis là một loài chim trong họ Sturnidae.